# Folsomia decemoculata
Folsomia decemoculata is een springstaartensoort uit de familie van de Isotomidae. De wetenschappelijke naam van de soort is voor het eerst geldig gepubliceerd in 1946 door Stach.